# Cyphonia braccata
Cyphonia braccata är en insektsart som beskrevs av Ernst Friedrich Germar. Cyphonia braccata ingår i släktet Cyphonia och familjen hornstritar. Inga underarter finns listade i Catalogue of Life.